# بزپل
بزپل مربوط به دوره قاجار است و در شهرستان بهشهر، بخش مرکزی، قنبرآباد واقع شده و این اثر در تاریخ ۲۵ اسفند ۱۳۸۰ با شمارهٔ ثبت ۵۴۰۸ به‌عنوان یکی از آثار ملی ایران به ثبت رسیده است.